# David Broza
David Broza (hebreo: דָּוִד בְּרוֹזָה) (Haifa, 4 de septiembre de 1955) es un cantautor israelí de gran éxito en su país natal.

## Biografía
Su abuelo, Wellsley Aron, fundó el asentamiento árabe-israelí de Nevé Shalom (hebreo, «oasis de paz») y el movimiento juvenil Habonim.
Su padre fue empresario británico y su madre era una cantante de folk, David se crio entre Inglaterra y España. Desde su niñez quiso ser artista gráfico y con 17 años, vendía cuadros en el Rastro de Madrid. Pero tras el servicio militar israelí, empezó a tocar en cafés y acabó grabando un álbum. Tiene tres hijos y reside entre Israel y Nueva Jersey (Estados Unidos).

Su debut en Estados Unidos Away From Home fue aclamado por el New York Times. También ha tenido éxito en Europa cuando su canción "Raquel" sirvió como cabecera de una serie de TVE. Su álbum Isla Mujeres, que arranca con la homónima canción del cantautor español Javier Ruibal, se editó en España y muchos otros países donde hizo giras. Además su placa Todo o nada se ha editado en castellano.
Como activista, está Broza realiza varias misiones humanitarias y ha sido embajador de buena voluntad de UNICEF. Su canción "Together" (coescrita con Ramsey McLean) fue seleccionada para la celebración del 50.º aniversario de UNICEF. Ha hecho una gira por Oriente Medio con el músico jordano Hani Naser para promover la paz a través de la música.
En 2010, Broza colaboró en la película Un viaje al Mar Muerto, de La Oreja de Van Gogh, en la canción "Jueves", al igual que Mira Awad, haciendo así una versión en español, hebreo y árabe.

## Discografía
- 2022 tefila
- 2020 En casa limón
- 2007 Broza 5
- 2005 Parking completo
- 2004 Recopilación
- 2002 Ze hacol o clum (Todo o nada)
- 2002 Painted postcard
- 2001 Spanish heart
- 2000 Isla Mujeres
- 1999 Matjil linshom (Comienzo a respirar)
- 1996 Sodot guedolim (Grandes secretos)
- 1994 Stonedoors
- 1994 Rejov shení (La otra calle)
- 1994 Hajomarim shemehem asuyá ha'ahavá (Los elementos de que está hecho el amor)
- 1994 En vivo en Masada
- 1993 Zemán rakavot (Tiempo de trenes)
- 1991 Neshiká guenuvá (Beso robado)
- 1990 Primera colección
- 1989 Away from home
- 1987 A poet in New York
- 1984 Broza
- 1983 Ha'ishá she'ití (La mujer que me acompaña)
- 1982 Klaf (Carta)
- 1979 David Broza
- 1978 Hakeves hashishá asar (El decimosexto cordero)
- 1977 Sijot salón (Charlas de salón)

### Singles
- 1977: Yihye Tov
- 2020: Tears for Barcelona
- 2020: Guitar confessions